# Коптело-Шамари
Копте́ло-Шама́ри (рос. Коптело-Шамары) — присілок у складі Шалинського міського округу Свердловської області.
Населення — 181 особа (2010, 183 2002).
Національний склад станом на 2002 рік: росіяни — 100 %.
Стара назва — Дубровка.